# 尼努尔塔·阿普·X
尼努尔塔·阿普·X（约公元前790年——约公元前780年在位）（英語：Ninurta-apla-X）巴比伦的国王之一。由于历史文献的损毁，其名字有所残缺。承袭巴巴·阿哈·伊地那之位。据亚述的相关文书资料记载他在位约十年并记述其曾与亚述人相互往来。死后由马尔杜克·贝尔·泽瑞继任君位。